# 科隆 (內布拉斯加州)
科隆（英語：Colon）是位於美國內布拉斯加州桑德斯縣的村。

## 人口
根據2020年美國人口普查的數據，科隆的面積為0.34平方千米，皆為陸地。當地共有人口107人，而人口密度為每平方千米315人。